# 洛朗·戴尼奥
洛朗·戴尼奥（法語：Laurent Daignault，1968年10月30日—），加拿大男子短道速滑运动员。他曾代表加拿大参加1992年冬季奥林匹克运动会短道速滑比赛，获得男子5000米接力银牌。

## 家庭
哥哥米歇尔·戴尼奥。